# Murakami (Klan)

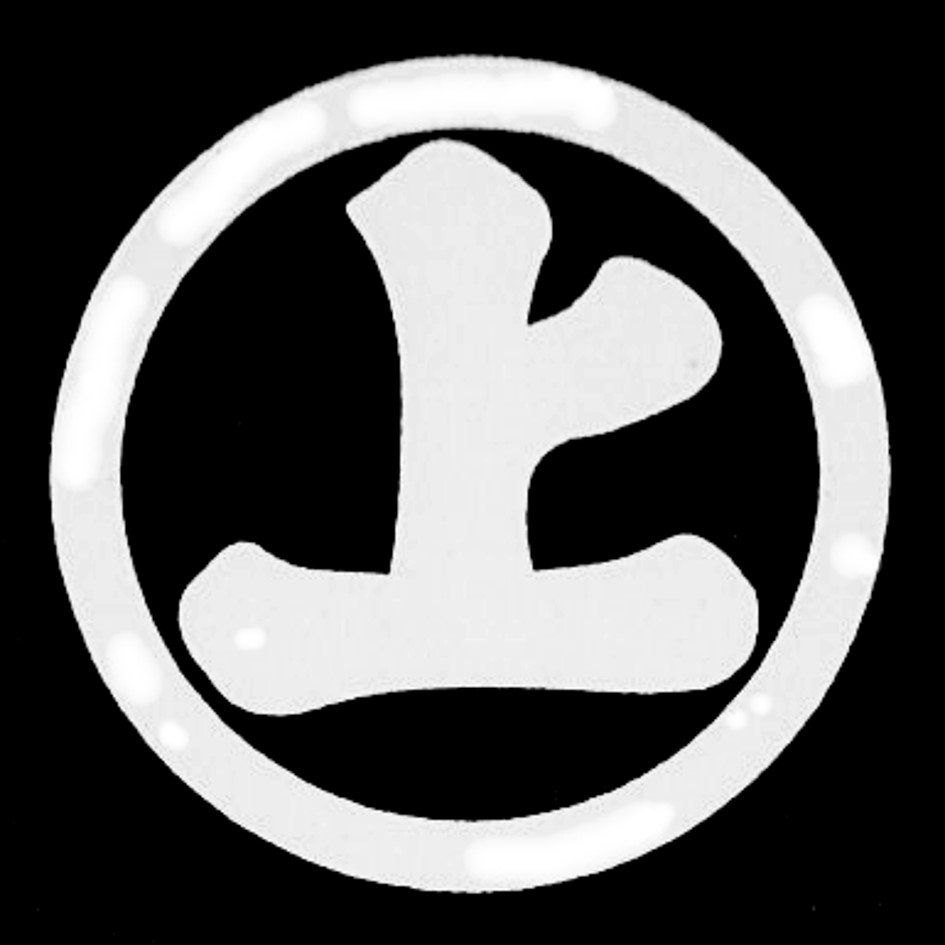
Wappen der Murakami
(Schriftzeichen „kami“ im Kreis)

Die Murakami (japanisch 村上氏, Murakami-shi) waren eine Familie des japanischen Schwertadels (Buke) der Seiwa-Genji.
Sie leiteten sich selbst von Tamehira-shinnō, einem Sohn Kaiser Murakamis, ab. Tatsächlich kommt ihr Name jedoch von dem früheren Familiensitz im Dorf Murakami in der Provinz Shinano.

## Genealogie
- Yorikiyo (頼清), Sohn des Chinjufu-Shōgun Minamoto no Yorinobu (968–1048), wurde von Norisada, Tamehiras Sohn, adoptiert. Er war der Erste, der sich Murakami nannte.
- Yoshiteru (義光; † 1333), ein Nachkomme Yorikiyos, wurde auch Hikoshirō (彦四郎) genannt. Er war ein glühender Unterstützer des Südhofes, starb, als er Prinz Morinaga in den Bergen von Yoshino verteidigte. Sein Sohn Yoshitaka starb noch vor ihm im Alter von 18 Jahren.
- Yoshikiyo (義清; 1501–1573), Fürst von Katsurao[2] (Provinz Shinano), kämpfte 30 Jahre mit gegen Takeda Nobutora und Shingen. 1533 bat er Uesugi Kenshin aus der Provinz Echigo um Hilfe und unterstützte ihn seinerseits bei seinen Schlachten von Kawanakajima. 1569 schor er sein Haupt und überließ seine Domänen seinem Sohn Kunikiyo. Er starb auf Burg Nechi (根知城)[4] in Echigo.
- Yorikatsu (頼勝) bzw. Yoshiakira (義明) diente erst Niwa Nagahide, dann Toyotomi Hideyoshi, der ihm die Burg Honjō in der Provinz Echigo, die er in Burg Murakami umbenannte, mit einem Einkommen von 95.000 Koku gab.